# GNU Binutils
GNU Binary Utilities (binutils) — набор инструментального ПО для обращения с объектным кодом в объектных файлах различного формата. Современные версии были изначально написаны программистами из Cygnus Solutions, используя библиотеку libbfd (Binary File Descriptor). Эти утилиты обычно используются в сочетании с GCC, make и отладчиком GNU.
Изначально пакет состоял только из небольших утилит, но позже в релизы были включены GNU Assembler (GAS) и GNU linker (GLD), так как их функциональные назначения достаточно сильно связаны.
Большая часть утилит — довольно простые программы. Основные сложные части вынесены в общие библиотеки: libbfd и libopcodes.
Оригинальные версии BFD были написаны Дэвидом Хенкелем Уоллесом (David Henkel-Wallace) и Стивом Чемберленом (Steve Chamberlain). Прошлыми сопровождающими пакета были Кен Реборн (Ken Raeburn) и Ян Ланс Тейлор (Ian Lance Taylor). С 2005 года сопровождающим является Ник Клифтон (Nick Clifton).
Пакет Binutils для Linux сопровождает H. J. Lu.

## Содержание пакета
Пакет binutils включает в себя следующие утилиты:
| as        | ассемблер, известный как GAS (Gnu ASsembler)                  |
| ld        | компоновщик                                                   |
| gprof     | профилировщик                                                 |
| addr2line | переводит адрес в имя файла и номер строки                    |
| ar        | создаёт и изменяет архивы, а также извлекает файлы из них     |
| c++filt   | перевод искажённых (mangled) C++-символов в изначальный вид   |
| dlltool   | создание DLL для Windows                                      |
| gold      | альтернативный компоновщик                                    |
| nlmconv   | конвертирование объектного файла в загружаемый модуль NetWare |
| nm        | перечисление символов в объектных файлах                      |
| objcopy   | копирование объектных файлов (возможно с изменениями)         |
| objdump   | вывод информации об объектных файлах                          |
| ranlib    | создание индексов для архивов                                 |
| readelf   | показ содержимого исполняемых файлов в формате ELF            |
| size      | вывод общего размера и размера секций                         |
| strings   | вывод читаемых строк                                          |
| strip     | удаление символов из объектных файлов                         |
| windmc    | генерация ресурсов сообщений Windows                          |
| windres   | компилятор файлов ресурсов Windows                            |